# 坎塔加盧 (里約熱內盧州)
21°58′51″S 42°22′04″W / 21.98083°S 42.36778°W

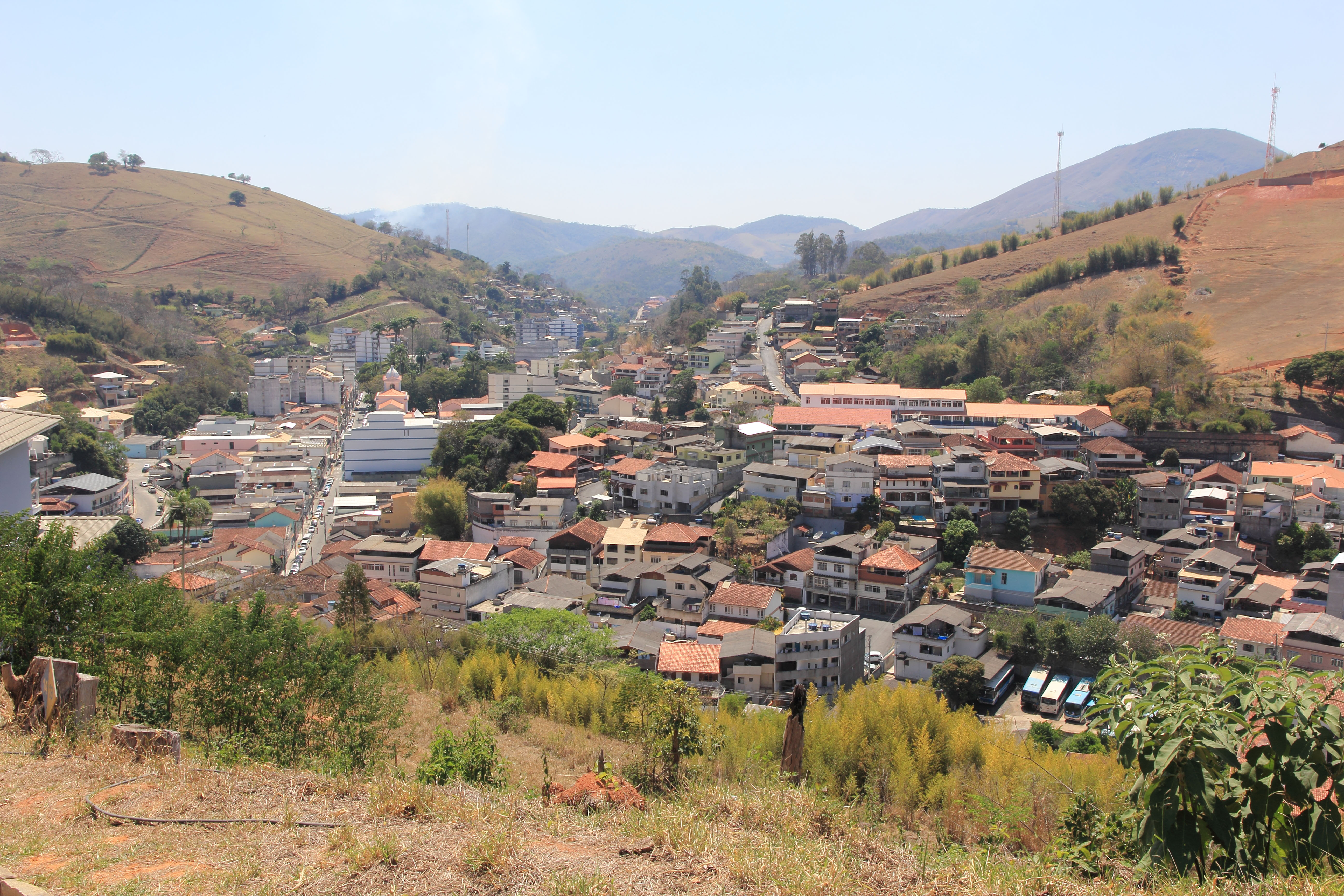
坎塔加盧

坎塔加盧（葡萄牙語：Cantagalo），是巴西的城鎮，位於該國東南部，由里約熱內盧州負責管轄，始建於1814年3月9日，面積749平方公里，海拔高度391米，2010年人口19,830，人口密度每平方公里26.47人。